# Joey Stefano
Joey Stefano (1. ledna 1968, Chester, USA – 21. listopadu 1994, Hollywood, USA), vlastním jménem Nicholas Anthony Iacona Jr., byl americký herec účinkující na přelomu 80. a 90. let 20. století v gay pornografických filmech.

## Kariéra
Poměrně rychle se stal hvězdou svého oboru. Točil pro různá studia, např. Falcon, Catalina, Stallion. Během pouze pětileté kariéry pořídil téměř padesátku filmů.
Na rozdíl od jiných tehdejších hvězd v oboru, identifikujících se jako heterosexuální mužní aktivové (např. Jeff Stryker), přijal roli převážně pasivního účinkujícího a otevřeně se identifikoval jako gay.
J.C. Adams cituje režisérskou osobnost americké gay pornografie Chi Chi LaRue: „Přišel do branže s jasnou představou co chce, a taky toho dosáhl. Měl třeba seznam pornohvězd, s kterými chtěl mít sex, a jednu po druhé si je odškrtával.“
Vybrala si ho i Madonna jako jednoho z modelů pro svou provokativní knihu nazvanou příznačně Sex (1992).

## Úmrtí a odkaz
Jeho rychlá kariéra však byla ukončena smrtí, když se ve svých 26 letech předávkoval drogami. Dne 21. listopadu 1994 byl nalezen v Hollywoodském motelu La Brea na Sunset Boulevard a téhož dne ve zdravotním středisku Cedars-Sinai prohlášen za mrtvého. V jeho těle bylo nalezeno smrtelné množství hned čtyř látek: heroinu, ketaminu, morfinu a kokainu. Po smrti také vyšlo najevo, že byl HIV pozitivní, ačkoli byl diagnostikován už v roce 1990. Pohřben byl na hřbitově Immaculate Heart Cemetery v obci Marcus Hook v Pensylvánii.
Stefanův životní příběh se už během 90. let stal předmětem hned několika děl. V roce 1996 vyšla biografická kniha Charlese Isherwooda Wonder Bread & Ecstasy: The Life and Death of Joey Stefano. Australský divadelní autor Barry Lowe napsal hru pro jednoho herce Homme Fatale: The Fast Life and Slow Death of Joey Stefano.
V 10. letech 21. století prezentoval filmař Chad Darnell záměr natočit biografický film, pracovně pojmenovaný X-rated.
V českém prostředí gay pornografie a mužského modelingu lze hovořit o inspiraci v případě Jakuba Bandocha, který přijal umělecký pseudonym Jakub Stefano.